# Pedro Sergio de Jesús Mena Díaz
Pedro Sergio de Jesús Mena Díaz (* 4. Mai 1955 in Colonia Yucatán, Yucatán) ist ein mexikanischer römisch-katholischer Geistlicher und Weihbischof in Yucatán.

## Leben
Pedro Sergio de Jesús Mena Díaz studierte zunächst Architektur an der Universidad Autónoma de Yucatán und trat anschließend in das Priesterseminar in Mérida ein. Er empfing am 7. Oktober 1986 durch Erzbischof Manuel Castro Ruiz das Sakrament der Priesterweihe für das Erzbistum Yucatán.
Neben verschiedenen Aufgaben in der Pfarrseelsorge, der Berufungspastoral und Priesterausbildung war er von 2004 bis 2016 Koordinator der Diözesankommission für die sakrale Kunst. Von 2006 bis 2012 war er als Exekutivsekretär der mexikanischen Bischofskonferenz für den Bereich der Berufungspastoral tätig. Zuletzt war er Bischofsvikar für den Klerus und Pfarrer des Diözesanheiligtums Nuestra Señora de Guadalupe.
Papst Franziskus ernannte ihn am 27. Mai 2017 Titularbischof von Iulium Carnicum und zum Weihbischof in Yucatán. Der Erzbischof von Yucatán, Gustavo Rodriguez Vega, spendete ihm am 18. Juli desselben Jahres die Bischofsweihe. Mitkonsekratoren waren der Apostolische Nuntius in Mexiko, Erzbischof Franco Coppola, und der emeritierte Bischof von Colima, José Luis Amezcua Melgoza.